# Anteaeolidiella saldanhensis
Anteaeolidiella saldanhensis is een slakkensoort uit de familie van de Aeolidiidae. De wetenschappelijke naam van de soort werd voor het eerst geldig gepubliceerd in 1927 door Barnard als Aeolidiella saensildanhs.